# Abszolút nulla fok

Az abszolút nulla fok 0 K (−273,15 °C)

Az abszolút nulla fok a termodinamikai hőmérsékleti skála legalsó határa, egy olyan állapot, ahol az ideális hűtött gáz entalpiája és entrópiája megközelíti a minimum értékét, ezt a minimum értéket 0-nak tekintjük. Nemzetközi megállapodás szerint a Celsius-skálán a −273,15° az abszolút nulla. A Kelvin- (abszolút hőmérsékleti skála) illetve Rankine hőmérsékleti skálák az abszolút nulla értéket feleltették meg a skála kezdőpontjának.
Az abszolút nulla fok az a hőmérséklet, amelynél a testből nem nyerhető ki hőenergia. Ezen a szinten az atomok és molekulák mozgása megszűnik, csupán kvantummechanikai, nullponti energiával indukált részecskemozgást tartanak fenn.
A termodinamika törvényei értelmében az abszolút nulla fok a valóságban elérhetetlen, mivel a hűtendő anyag hőmérséklete aszimptotikusan tart a hűtőközeg hőmérsékletéhez, azonban tetszőleges mértékben megközelíthető. Tudósoknak, mérnököknek különleges kísérleti körülmények között milliárdod kelvin közelébe is sikerült elérniük. Ezen a hőmérsékleten már az atomok kvantummechanikai mozgása válik meghatározóvá, az anyag különleges, kvantumos tulajdonságokat mutat, mint például a szupravezetés és a szuperfolyékonyság.

## Az abszolút hőmérséklet számítása
Az abszolút nulla fok egy számított adat, az ideális gáz állapotegyenlete alapján:
{\displaystyle \qquad \qquad pV=nRT}
Ezt a víz olvadás- és forráspontjára felírva:
- olvadás: {\textstyle pV_{o}=nRT_{o}}
- forrás: {\textstyle pV_{f}=nRT_{f}}

Továbbá:
{\displaystyle T_{f}-T_{o}=100},
ekkor R-re felírható:
{\displaystyle R={\frac {pV_{f}-pV_{o}}{n\cdot 100}}}.
Megjegyzés: R az egyetemes gázállandó, értéke 8,314 J/(K·mol)
Visszahelyettesítve az olvadás képletébe:
{\displaystyle T_{o}={\frac {100(pV)_{o}}{(pV)_{f}-(pV)_{o}}}}.
Ezen eredmény szerint az új skálán az olvadó jég hőmérséklete: {\displaystyle T_{o}=273,15}.
Mivel az olvadó jég hőmérséklete a Celsius-skálán 0, és mindkettő 100 egységnyire osztotta a víz olvadása és forrása közti hőmérséklet-különbséget, a kettő közti megfeleltetés nem más, mint {\displaystyle T(K)=t(^{\circ }C)+273,15}.

## Termodinamika az abszolút nulla fok közelében
A 0 K (−273,15 °C) hőmérsékleten közel minden molekuláris mozgás megszűnik, és bármely adiabatikus folyamatra ΔS egyenlő lesz 0-val, ahol az S az entrópia. Ilyen körülmények között (T → 0) a tiszta anyagok tökéletes kristályokat képezhetnek.
{\displaystyle \qquad \qquad \lim _{T\to 0}\Delta S=0}
Az ideális kristály olyan tökéletesen szabályos rácsú egykristály, amely nem tartalmaz szennyezéseket, hiányokat vagy más kristályhibát. A tökéletes kristály olyan, amelyben a belső rácsszerkezet minden irányba kiterjed, megszakítás nélkül, a struktúra minden rácseleme a megfelelő helyen van, függetlenül attól, hogy egy atomról vagy éppen molekuláról van szó. Ilyen kristályok nem fordulnak elő a gyakorlatban, mert a tökéletlenségek befagyasztják az anyagot.
Walther Hermann Nernst szerint az abszolút tiszta kristályos anyagok entrópiája 0 K hőmérsékleten zérus. Olyan abszolút tiszta kristályos anyag, amelyre a Nernst megfogalmazása érvényes lenne, a természetben nem fordul elő, vagyis nulla entrópiájú anyag nem létezhet. Az entrópia határértékét a harmadik főtétel pontosított megfogalmazása (Max Planck) a következőképpen rögzíti: a termodinamikai rendszerek entrópiája véges pozitív érték felé, az entrópia hőmérséklet szerinti deriváltja pedig a zéró felé tart, amikor a rendszer hőmérséklete az abszolút nulla érték felé közelít.
Nernst később újrafogalmazta posztulátumát, mely szerint az abszolút nulla hőmérséklet tetszőlegesen megközelíthető, de nem érhető el. Ez a kijelentés a harmadik főtétel előbbi megfogalmazásának következménye: mivel az abszolút nullához közeli hőmérsékleten az anyagok fajhője nagyon kicsi, kis hőmennyiség is a hőmérséklet jelentős megváltozásához vezet. Bárhogyan is valósítjuk meg a hűtést, a lehűtendő test valamilyen fokú visszamelegedése elkerülhetetlen. A folyamat megismétlésével a hőmérséklet tovább csökkenthető, tehát végső soron az abszolút nulla hőmérséklet elvileg tetszőleges pontossággal megközelíthető, de nem érhető el.

## Kapcsolata a Bose–Einstein-kondenzációval

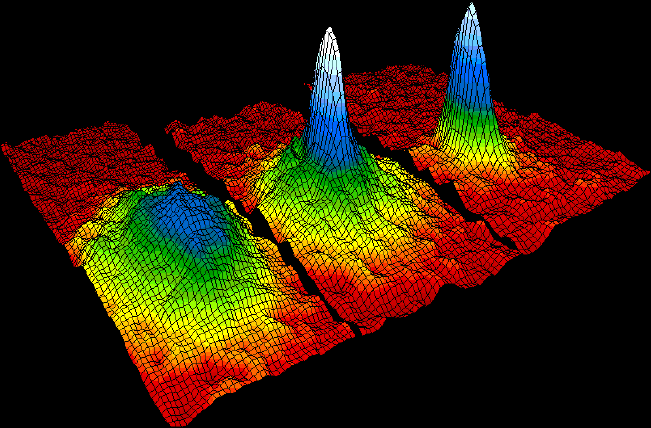
Sebességeloszlás a lehűtött rubídiumatomok gázára, megerősítve az anyag új állapotának felfedezését.
Bal illusztráció: a BEK megjelenése előtt.
Középen: közvetlenül a BEK megjelenése után.
Jobbra: további párolgás után, majdnem tiszta kondenzátum

A Bose–Einstein-kondenzátum (BEK) az anyag olyan állapota, ahol a bozonokból álló híg gázt az abszolút nulla fokot megközelítő hőmérsékletre hűtik. Ilyen körülmények között a bozonok nagy része a legalacsonyabb kvantumállapotot foglalja el, ezen a ponton a kvantummechanikai jelenségek makroszkopikusan megfigyelhetők lesznek.
Az első gázkondenzátumot 1955-ben állították elő a Coloradói Egyetemen, ahol gázállapotú rubídiumatomokat hűtöttek le 170 nanokelvinre. Később izotópokat, molekulákat és fotonokat is kondenzáltak. A BEK segítségével létrehozták anyagok szuperfolyékonyságát, a szupravezetést.

## Negatív hőmérséklet
Olyan hőmérsékletek, amik negatív értékkel vannak kifejezve a megszokott Celsius-, vagy Fahrenheit-skálán, hidegebbek, mint a skáláknak megfelelő nulla fokok. Bizonyos rendszerek el tudnak érni valóban negatív értékeket, a termodinamikus hőmérsékletük (kelvinben kifejezve) lehet negatív mennyiség. Az ilyen, valóban negatív hőmérsékletű rendszerek nem hidegebbek, mint az abszolút nulla fok. Inkább egy negatív hőmérsékletű rendszer melegebb, mint bármilyen más rendszer pozitív hőmérséklettel, olyan értelemben, hogyha két ilyen rendszer találkozik egymással, a hő a negatív hőmérsékletűtől fog a pozitív fele tartani.
A legtöbb rendszer nem tud negatív hőmérsékletet elérni, mivel energia hozzáadásával nő az entrópiájuk. Néhány rendszernek viszont van egy maximum mennyiségű energiája, amennyit meg tud tartani, és ahogy közelednek a maximum felé, az entrópiájuk csökkenni kezd. Mivel a hőmérsékletet az energia és az entrópia közti kapcsolatból határozzuk meg, az ilyen rendszerek negatív hőmérsékletet tudnak elérni energiafelvevéssel. Ennek eredményeképp a Boltzmann-faktor (e-E/kT) negatív hőmérsékletű rendszerek esetében növekedik, mintsem hogy csökkenjen növekvő energia mellett. Ebből adódóan egyetlen teljes rendszernek sem lehet negatív hőmérséklete, mivel nem létezik legmagasabb energiaállapot, vagyis az állapotok lehetőségeinek összegei eltérnének a negatív hőmérséklettől. Azonban kvázi egyensúlyi rendszerekre ez nem vonatkozik, vagyis effektív negatív hőmérséklet elérhető.
2013. január 3-án fizikusok bejelentették, hogy a világon először létrehoztak egy kvantumgázt káliumatomokból, aminek a hőmérséklete negatív volt.

## Történelem

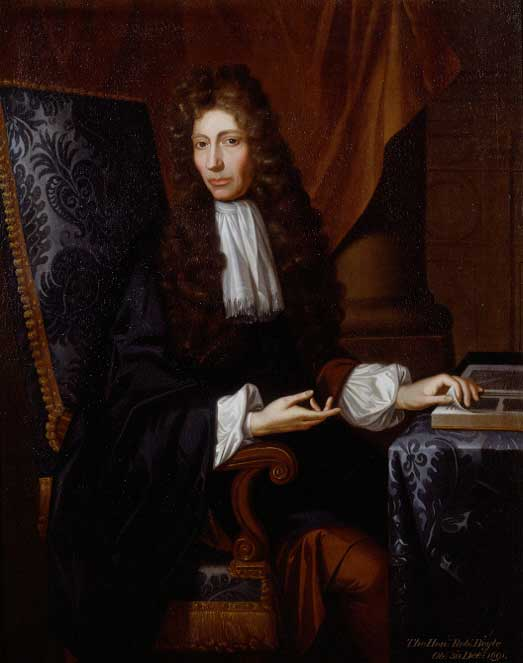
Robert Boyle

Legelőször Robert Boyle vetette fel az abszolút minimum hőmérsékletnek a létezését. Az 1665-ben megjelent könyvében (New Experiments and Observations touching Cold) fogalmazta meg a „primum frigidum” néven ismert vitát. Az elképzelés ismertté vált a természettudósok körében az idők folyamán. Néhányan azt állították, hogy az abszolút minimum hőmérséklet a Földdel együtt alakult ki (mint a négy klasszikus elem), mások azt állították, hogy a vízben, megint mások, hogy a levegőben, de olyanok is voltak akik szerint a salétrom belsejében. Mindannyian egyetértettek viszont abban, hogy "kell létezzen olyan test vagy valami, amely saját magára rendkívül hideg és ha kapcsolatba kerül más testekkel, átadja ezt nekik is."

### A "hidegség határa"
Az a kérdés merül fel, hogy van-e határa a "hidegségnek", létezik-e leghidegebb, és ha igen, akkor hol kell a nulla értéket elhelyezni. Először egy francia fizikus, Guillaume Amontons próbálkozott megtalálni 1702-ben ezt a 0-t; ő a találmánya, a léghőmérő fejlesztésével foglalkozott. Amontons a skáláján a víz forráspontját +73-nak, a jég olvadáspontját 51-nek jelölte, úgyhogy a nulla a −240-nek felelt meg a Celsius-skálán. Ez nem állt olyan messze a mostani értéktől, a −273,15 °C-tól, bár abban az időben ezen értékei az abszolút minimum hőmérsékletnek nem voltak elfogadottak.
Hasonló közeli értéket ért el Johann Heinrich Lambert 1779-ben, aki megfigyelte, hogy −270 °C (3,15 K) lehet az abszolút hideg. Ehhez képest például John Dalton különböző számítások eredményeként a −3000 °C-ot jelölte meg a természetben előforduló legalacsonyabb hőmérsékletnek. 

### Lord Kelvin (William Thomson) munkássága
Miután James Prescott Joule meghatározta a hő mechanikai jelentőségét, Lord Kelvin egy teljesen más nézőpontból közelítette meg a kérdést és 1848-ban kidolgozott egy abszolút hőmérsékleti skálát, amely független volt egy adott anyag tulajdonságaitól. Kelvin skálája Carnot elméletén (Motive Power of Heat) és Henri Victor Regnault publikált adatain alapult.
A skála elvei szerint kezdőpontnak a −273 °C-ot vette, de ezt az értéket nem fogadták el egyből, laboratóriumi mérések alapján az abszolút nulla fokot −271,1 °C és −274,5 °C közé helyezték.

### Verseny az abszolút nulla fok felé
Az abszolút nulla fok pontosabb elméleti megértésével a tudósoknak csak egyre nőtt a vágyuk, hogy minél jobban megközelíthessék ezt a hőmérsékletet laboratóriumi körülmények között.
1845-ben Michael Faradaynek sikerült a legtöbb ismert gázt cseppfolyósítania, és új rekordot ért el a legkisebb hőmérséklet terén: −130 °C (143 K). Faraday úgy vélte, hogy bizonyos gázok, például az oxigén, a nitrogén és a hidrogén állandó gázok, és nem lehet őket cseppfolyósítani. Évtizedekkel később, 1873-ban egy holland elméleti tudós, Johannes Diderik van der Waals kimutatta, hogy ezek a gázok cseppfolyósíthatóak, de csak nagyon nagy nyomás és nagyon alacsony hőmérséklet alatt.
1877-ben Franciaországban Louis Paul Cailletet és Svájcban Raoul Pictet sikeresen cseppfolyósította a levegőt, létrehozva az első levegőcseppeket −195 °C (78,1 K)-on. 1883-ban  Zygmunt Wróblewski és Karol Olszewski lengyel professzor cseppfolyósította az oxigént −218 °C (55,1 K)-on.
Folytatva a sort, James Dewar cseppfolyósította a hidrogént, és még alacsonyabb hőmérsékletet sikerült elérnie: −252 °C (21,1 K). Heike Kamerlingh Onnes pedig a héliumot, ő több előhűtési fázist és a Hampson–Linde ciklust alkalmazva elérte a hélium forráspontját, ami −269 °C (4,15 K). A folyékony hélium nyomásának csökkentésével még alacsonyabb hőmérsékletet ért el, 1,5 K-t.

## Megközelítési kísérletek

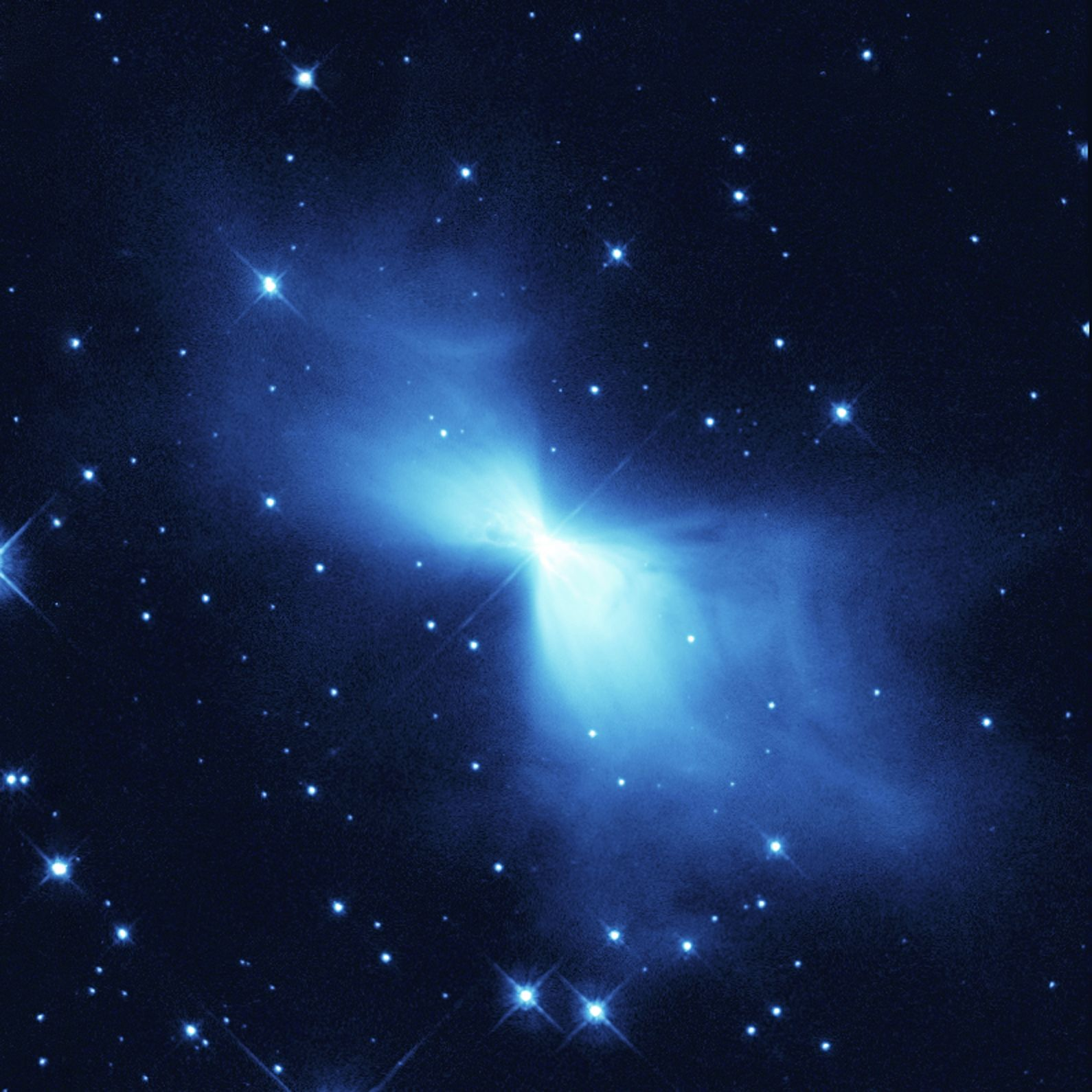
A Bumeráng-köd: itt található a világűr jelenleg ismert leghidegebb helye

Abszolút nulla fok nem érhető el mesterségesen, bár el lehet érni hőmérsékletet az abszolút nulla fok közelében kriogénhűtők használata révén. A lézeres hűtés a leggyakrabban alkalmazott eljárás, amellyel a hőmérséklet egymilliárdod K-re csökkenthető.
Az Univerzum átlaghőmérséklete 2,73 K (−270,42 °C), ami a kozmikus háttérsugárzás mérésén alapszik.
- 2003 szeptemberében Wolfgang Ketterle és munkatársai 450 pK-t, azaz 4,5·10–10 K-t értek el az amerikai MIT laboratóriumában.
- 2003 februárjában a Bumeráng-köd volt megfigyelhető. A gázfelhő kb. 1 K-re hűlt le, ezt intenzív csillagászati megfigyelésekkel következtették ki. Ez a legalacsonyabb valaha feljegyzett természetes hőmérséklet.
- 2005 májusában az Európai Űrügynökség (ESA) kutatási témákban javasolta a femtokelvin hőmérséklet elérését. 2006 májusában a hannoveri egyetem kvantumoptikai intézete részletesen elkezdett foglalkozni az ESA által felvetett kutatással.
- 2013 januárjában Ulrich Schneider német fizikus bejelentette, hogy az abszolút nulla fok alatti hőmérsékletet ért el gázokban.
- 2014 szeptemberében tudósok Olaszországban, a Laboratori Nazionali del Gran Sassoban 15 napig hűtöttek egy réztartályt, míg elérte 0,006 K-t (−273,144 °C).
- 2015 júniusában az MIT kísérleti fizikusai egy gázban a nátrium-kálium molekulákat 500 nanokelvinre hűtötték.
- 2021-ben a Brémai Egyetem kutatói két másodpercre 38 pikokelvinre (0,00000000000038 K) hűtöttek rubídiumból létrehozott kvantumgázt.[1]

## Fordítás
- Ez a szócikk részben vagy egészben  az   Absolute zero című angol Wikipédia-szócikk fordításán alapul.  Az eredeti cikk szerkesztőit annak laptörténete sorolja fel. Ez a jelzés csupán a megfogalmazás eredetét és a szerzői jogokat jelzi, nem szolgál a cikkben szereplő információk forrásmegjelöléseként.